# Росен (дем Лерин)
 Тази статия е за селото в дем Лерин.  За други на значения на Росен вижте Росен (пояснение).  За други села на име Ситария вижте Ситария.
Рòсен или Росна (на гръцки: Σιταριά, Ситария, до 1926 година Ρόσνα, Росна) е село в Република Гърция, в дем Лерин (Флорина), област Западна Македония.

## География
Селото е разположено в Леринското поле, на 15 километра източно от демовия център Лерин (Флорина) на Елешката река.

## История

### В Османската империя
В османски данъчни регистри на немюсюлманското население от вилаета Филорине от 1626 – 1627 година селото е отбелязано под името Осна с 16 джизие ханета (домакинства). В 1861 година Йохан фон Хан на етническата си карта на долината на Вардар отбелязва Растна като българско село.
В „Етнография на вилаетите Адрианопол, Монастир и Салоника“, издадена в Константинопол в 1878 година и отразяваща статистиката на населението от 1873 година Росен (Rossène) е посочено като село с 45 домакинства със 110 жители българи.
„Единъ чифликъ се различава още отъ далечъ отъ едно село. Посрѣдата на много колиби се издига едно здраво и съградено въ видъ на кула здание, измазано съ варъ и покрито съ киримиди; това е жилището, въ което живѣе господаря, когато дойде въ чифлика. Много рѣдко се случва да бѫде и фамилията му съ него; за богатитѣ хора живота въ чифлика е опасенъ, затова и малко ги привлича. Това се познава и по самото здание, защото на долната му часть не правятъ почти никакви прозорци, а горнята е снабдена съ дупки за стрѣляние въ случай на нужда. Освѣнъ това кѫщата се намира въ дворъ, ограденъ съ високи стѣни. Въ Росна покрай главната врата забѣлѣжихъ и една кула за пазене.
Въ всѣки чифликъ има и много пазачи, всѣкога почти арнаути, които се прѣдпочитатъ поради вѣрностьта и храбростьта си. Промѣнявайки се тѣ обикалятъ денѣ и нощѣ цѣлата область, принадлежаща на чифлика, първо, за да се отстранятъ загубитѣ въ полето и второ, което е по-важно, да съобщаватъ всѣка опасность отъ страна на разбойницитѣ. Тѣзи послѣднитѣ сѫ толкозъ нахални, че много пѫти нападатъ въ селата, откарватъ съ себе си богаташитѣ и послѣ ги отпущатъ само срѣщу една извѣстна сума. Тѣ сѫ се опитвали много пѫти и въ Росна, но всѣкога сѫ бивали отблъсвани. Една вечерь се забавлявахме приятно, но изведнъжъ нашето наслаждение се прѣкрати отъ едно изгърмяване на пушка, която пукна прѣдъ самото село. Периклъ и неговия братовчедъ скокнаха веднага уплашени и изгасиха лампата. „Разбойници!“ извикаха тѣ къмъ мене въ страха си. Слѣдъ това се приготвихме да ги посрѣщнемъ, очистихме мазгалитѣ и всѣки зае опрѣдѣлено мѣсто. Ний чакахме съ напрѣгнато внимание и въ това врѣме чувахме отдалечни гърмежи. Слѣдъ половинъ часъ дойдоха албанцитѣ и съобщиха, че разбойницитѣ сѫ се биле опитали да навлѣзатъ въ едно близко село, но сѫ биле отблъснати...
Имуществата, кѫщитѣ и пр. сѫ притежание на господаря и той обработва чрѣзъ слугитѣ колкото земя иска и които ниви пожелай. Останалата земя се раздава на селенитѣ за обработване. Семето получаватъ отъ господаря. Слѣдъ като прибератъ всичко, турското правителство си получава десатъка, отъ останалата часть се вади семето и слѣдъ това се раздѣля между селенитѣ и чифликчията на двѣ равни части. Въ нѣкои чифлици не се взема въ смѣтка семето. Освѣнъ това, селенина се счита задълженъ да си дава добитъка на расположението на господаря, когато той има нужда отъ него. Когато той е въ чифлика, селенитѣ сѫ длъжни да му поднасятъ разни подаръци, като: лица, кокошки, млѣко, хлѣбъ и т. н. Пазачитѣ се хранятъ отъ селенитѣ, при това получаватъ и земя, която се обработва пакъ отъ селенитѣ, а тѣ само получаватъ плода. Като отплтата за полученитѣ подаръци, чифликчията отпуща на селенитѣ свободна паша и дърва. Лозата се обработватъ само отъ селенитѣ, а полученото се дѣли по между имъ; тукашното вино е малко стипкаво, но това е, защото не умѣятъ да го приготовляватъ. При всичко, че лозята се обработватъ не особенно, но многото плодъ, що се получава, е за очудване.
Имуществото е толкозъ много, че не е възможно да се обработва само отъ 50 фамилии, живущи тука, а се дава и на нѣкои селени отъ околнитѣ села, които донасятъ прѣзъ есеньта една четвъртъ отъ дохода. И при все това една часть отъ всичкитѣ ниви остава на угаръ прѣзъ годината. „Съ нѣмски селени и по-добри срѣдства ще се получи петь пѫти повече доходъ, отколкото сега“, ме увѣряваше моя приятель Периклъ. При все това, миналата година се е заплатило на спахиитѣ 26,000 гроша, слѣдователно, цѣлия доходъ е възлизалъ на 260,000 гроша. Истинскиятъ доходъ е въ дѣйствителность повече, защото една часть се укрива отъ самитѣ спахии. Обикновенно, спахии ставатъ турскитѣ бейове, защото тѣ считатъ това като свое право и защото иматъ много по-голѣмъ доходъ, отколкото отъ единъ чифликъ...
Климатътъ въ Росна е твърдѣ добъръ и здравъ. Трѣска не се срѣща както въ Битоля. Тукъ духа почти постоянно единъ умѣренъ вѣтъръ, така щото лѣтната горѣщина може да се понася. И дъждъ пада начесто, тъй щото и въ това отношение нѣма недостатъкъ.
Селенитѣ сѫ лениви, кални и лъжци. Тѣ израстватъ почти безъ образование, само твърдѣ малко отъ тѣхъ могатъ да четатъ; за обучение не може да стане и дума. Тѣ не се интересуватъ да придобиватъ знания. Работятъ само толкозъ, колкото е нужно за прѣпитанието имъ, защото цѣлия трудъ е за въ полза на господаря.
На 20 май е праздника на евангелиста Иоана, въ който день всичкитѣ момичета се събиратъ и правятъ подници (черепни) отъ глина, които имъ служатъ послѣ за печение на пити. Тѣзи подници иматъ крѫгла форма съ деаметръ нѣщо около 50 см. и по края съ една издигнатость около 6 см. Тѣ се сгорещаватъ най-напрѣдъ силно, дори до червено, и слѣдъ това се слага въ тѣхъ погачата и се покрива съ меденъ връшникъ. Слѣдъ това всичво се покрива съ силна жерава и се оставя до като се опече. Азъ се доближихъ до тази група съ цѣль да ги фотографирамъ, но повечето отъ тѣхъ избѣгаха прѣди да приготви апарата. Само малко останаха на мѣстото и то съ сила. Вечерьта се научихъ отъ падарина за причината на избѣгванието имъ: тѣ сѫ мислили, че азъ имамъ такъвъ французски вълшебенъ апаратъ, чрѣзъ който ще мога да ги видя тъй, както сѫ създадени.
Слѣдующия день бѣше опрѣдѣленъ за стрижение на овцетѣ и бѣхме поканени отъ единъ селенинъ. Тамъ бѣха се събрали роднини и познати, за да помагатъ. За тази цѣль се заколва едно агне и слѣдъ свършванието на работата става гощавание, въ врѣме на което се пие и доста ракия. При пиението се употрѣбяватъ благословии, които ми направиха особенно впечатление, затова и ще ги спомѣна тукъ. Когато ний се доближихме до кѫщата на селенина, той ни посрѣщна съ „добрѣ дошли“, а слѣдъ него вървѣше и жена му. Като влѣзохме въ кѫщи поздравиха ни втори пѫть съ сѫщитѣ думи, а слѣдъ като сѣднахме на мендеря — трети пѫть пакъ съ сѫщитѣ думи. Слѣдъ това селенина подава на господаря павурчето съ ракия и казва: на твое расположение, чорбаджи. (Така се титулиратъ знатнитѣ). Чорбаджията: Нека върви добрѣ съ тебе и нека. Господъ ти подари щастие. Селенина: Аминъ. (Всички присѫтствующи, така сѫщо и турцитѣ казватъ сѫщото, а нѣкои правятъ кръстъ). Чорбаджията: Нека даде Господъ и плодородие по полето. Селенина: Аминъ. Чорбаджията: Нека живѣятъ хората въ кѫщата ти, сѫ живи и животнитѣ. Селенина: Аминъ. Чорбаджията: Нека сѫ живи овцетѣ и да се плодятъ, отъ една да станатъ хиляда; а който нѣма да получи сто. Селенина: Аминъ. Чорбаджията: Нека благослови Господъ благотията (Онова, що се получава отъ овцетѣ, като: млѣко, масло, сирене) и да се яде съ здравие. Селенина: Аминъ. Чорбаджията: за твое здравие. Селенина: Благодаря.
Чорбаджията, слѣдъ като пие, подава павурчето на селянина, който сѫщо тъй благославя, а ако чорбаджията е нежененъ, пожелава му добра и богата жена съ много и здрави дѣца. Павурчето се подава така нататъкъ чакъ до края. Слѣдъ това се поднасятъ студени ястия и никакъ не се стесняватъ при ядението.“
Според статистиката на Васил Кънчов („Македония. Етнография и статистика“) в 1900 Росенъ (Росна) има 400 жители българи.
На Етнографската карта на Битолския вилает на Картографския институт в София от 1901 година Росен е чисто българско село в Леринската каза на Битолския санджак с 60 къщи.
В началото на XX век цялото село е под върховенството на Българската екзархия и не се отказва от нея чак до Балканската война, когато попада в Гърция. По данни на секретаря на екзархията Димитър Мишев (La Macédoine et sa Population Chrétienne) в 1905 година в селото има 480 жители, всичките българи екзархисти. В селото е отворено българско училище.
През ноември 1903 година селото е посетено от българския владика Григорий Пелагонийски, който раздава помощи за пострадалото българско население. Владиката е посрещнат от всички селяни и селския свещеник Атанас. Наум Темчев, който придружава Григорий, пише: „Това село брои около 70 български кѫщи и цѣлото е чифликъ на братя Робеви отъ Битоля“.

### В Гърция
През 1912 година по време на Балканската война в селото влизат гръцки части и след Междусъюзническата война в 1913 година то попада в Гърция. За кратко селото е освободено от българската армия по време на Първата световна война, за да бъде отново върнато в Гърция по Ньойския договор. Боривое Милоевич пише в 1921 година („Южна Македония“), че Росна има 70 къщи славяни християни. В 1926 година селото е прекръстено на Ситария. В 1932 година в Росен има 110 „българоговорещи“ семейства, от които 105 „с изявено българско съзнание“. В междувоенния период в България се изселват само осем семейства. В 1945 в селото има 856 „славофони“, 600 от които с „негръцко национално съзнание“, 56 с гръцко и 200 с „неустановено национално съзнание“.
| Име        | Име          | Ново име    | Ново име    | Описание                                          |
| ---------- | ------------ | ----------- | ----------- | ------------------------------------------------- |
| Кулочка    | Κουλότσκι    | Прасинорема | Πρασινόρεμα | река на З от Росен, ляв приток на Росенската река |
| Ситска     | Σίτσκα       | Ситариотико | Σιταριώτικο | река                                              |
| Синячка    | Σινιάτσικι   | Ликорема    | Λυκόρεμα    | река на З от Росен, ляв приток на Росенската река |
| Цинса      | Τσίνσα       | Ситаротопос | Σιταρότοπος | връх на И от Росен (675 m)                        |
| Църни брег | Τσάρνι Μπρέκ | Кокинохома  | Κοκκινόχωμα | връх на ЮИ от Росен (691,7 m)                     |

### Преброявания
- 1913 – 552 жители
- 1920 – 488 жители, 97 семейства
- 1928 – 590 жители
- 1940 – 805 жители
- 1951 – 805 жители
- 1961 – 847 жители
- 1971 – 714 жители
- 2001 – 812 жители
- 2011 – 718 жители

## Забележителности
В селото има няколко църкви – „Свети Атанасий“, „Свети Георги“, „Свети Козма“ и „Свето Рождество Богородично“.

## Личности
Родени в Росен
- Димитри Шумбашев, български революционер от ВМОРО, по-късно гръцки комунист
- Сотир Митрев (1932 – 2009), деец на македонистката емиграция в Австралия
- Ставри Илиев (1868 – ?), участник в Илинденско-Преображенското въстание в Одринско с четата на Кръстьо Българията[19]
- Трайко Русев (18 август 1874 – ?), деец на ВМОРО от 1902, ръководител на росенския революционен комитет и войвода на селската чета от 1903 до 1911 година[20]